# V bomber

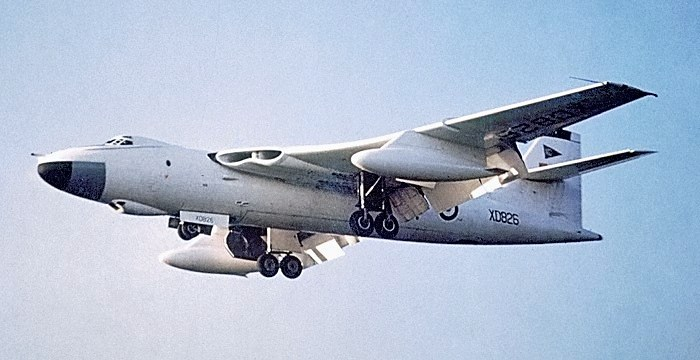
Vickers Valiant.

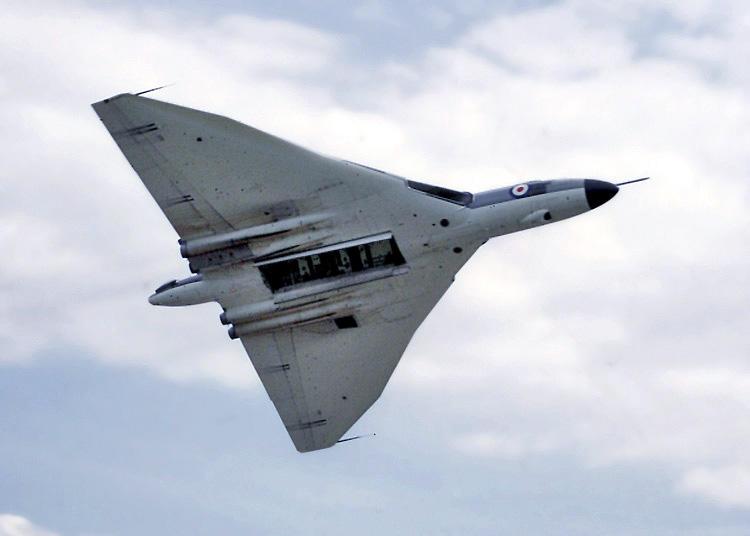
Avro Vulcan.

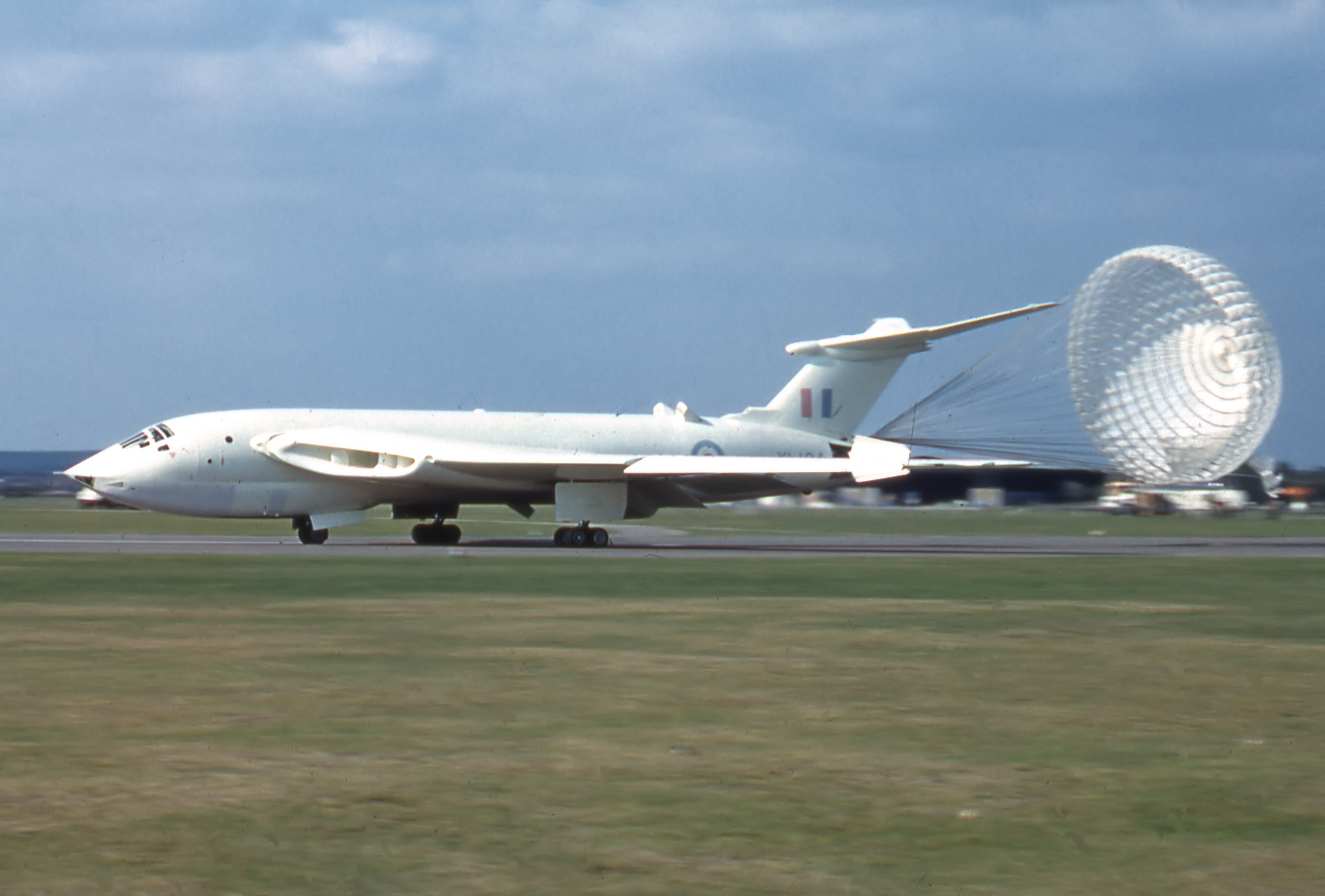
Handley Page Victor.

Le terme V bomber est utilisé par la Royal Air Force (RAF) pendant les années 1950 et 1960. Il fait référence aux trois types de bombardiers qui participent au Royal Air Force Bomber Command, la force de frappe stratégique du Royaume-Uni. 
Officiellement désignés V-force ou Bomber Command Main Force, ces bombardiers — dont les noms commencent par la lettre « V » — sont le Vickers Valiant (premier vol en 1951, entrée en service en 1954, retiré en 1965), l'Avro Vulcan (premier vol en 1952, en service en 1956, retiré en 1984) et le Handley Page Victor (premier vol en 1952, en service en 1957, retiré en 1993). 329 sont construits au total.
La V-force atteint son apogée en juin 1964. Elle est alors composée de 50 Valiant, de 70 Vulcan et de 39 Victor. Avec la mise en service des SNLE de la Royal Navy, son rôle décroit dès la fin des années 1960 et le Bomber Command est absorbé en 1968 par le RAF Strike Command.